# XCal
xCal ist eine XML-konforme Abbildung des iCalendar-Standards.
xCal ist nur eine Repräsentation von iCalendar-Elementen in XML und soll keine Alternative zu iCalendar sein oder es ersetzen. Vielmehr lassen sich mit xCal alle Elemente, Eigenschaften und Parameter von iCalendar in XML abbilden.
Die Definition von xCal ist bei der Internet Engineering Task Force in der Fassung vom August 2011 Internetstandard RFC 6321. Eine frühere Einreichung anderer Autoren aus dem Jahre 2005 ist im April 2006 abgelaufen.
Es existiert ein einfaches XSLT-Skript mit dem sich xCal-Daten einfach und vollständig in iCalendar übersetzen lassen.
Microformats.org definiert mit hcalendar eine direkte Konkurrenz zu xCal, setzt dabei aber mehr auf XHTML und verwandte Standards und ist im Gegensatz zu xCal nicht bestrebt, einen Internet-Standard zu schaffen.